# Flopropion
Flopropion je mišićni relaksan ili antispazmodik. On deluje kao antagonist 5-HT1A receptor.